# Portada/efemèride juny 1
Scipione Maffei
« 31 de maig · 1 de juny · 2 de juny »